# Franz Natter
Franz Ludwig Natter (* 16. November 1869 in Bludenz; † 21. März 1930 in Bregenz) war ein österreichischer Politiker (GDVP) und Bürgerschullehrer. Natter war von 1912 bis 1914 sowie von 1918 bis 1928 Abgeordneter zum Vorarlberger Landtag, von 1918 bis 1923 als Landesrat Mitglied der Vorarlberger Landesregierung und in den Jahren 1918 und 1919 zudem 3. Landeshauptmannstellvertreter.

## Leben und Wirken
Franz Natter wurde am 16. November 1869 als Sohn des Bäckers Josef Anton Natter und dessen Ehefrau Maria Benedikta in der Bezirkshauptstadt Bludenz geboren. Nach dem Besuch der Volksschule in Bludenz war Natter von 1884 bis 1888 an der Lehrerbildungsanstalt in Bregenz und absolvierte im Schuljahr 1888/1889 ein Schulpraktikum als Lehrer an der vierklassigen Volksschule in Gmünd in Kärnten. Im Jahr 1890 legte er in Innsbruck die Lehrbefähigungsprüfung zur Zulassung als Lehrer an Volks- und Bürgerschulen ab und lehrte in weiterer Folge bis 1918 als Fachlehrer an der Knaben-Bürgerschule in Bregenz. 1923 wurde er als Fachlehrer an die Mädchen-Bürgerschule berufen, wo er auch Direktor wurde. Später wurde er zum Mitbegründer und Leiter der kaufmännischen Fortbildungsschule in Bregenz.
Erstmals politisch aktiv wurde Natter als Mitglied der Stadtvertretung der Stadt Bregenz im Jahr 1896. In der Folge wurde er im Jahr 1903 Stadtrat für Finanzen, was er bis 1923 blieb. In dieser Zeit war er von 1903 bis 1912 und von 1918 bis 1923 zweimal auch Vizebürgermeister von Bregenz.
Am 30. September 1912 wurde Franz Natter als Nachfolger des Abgeordneten Ferdinand Kinz Mitglied des Vorarlberger Landtags als Abgeordneter der Stadt Bregenz. Im selben Jahr wurde er auch Ersatzmitglied des Landesausschusses für seinen Parteikollegen Josef Wegler. Ab dem 3. November 1918 war Natter Mitglied der provisorischen Landesversammlung, Landesrat für Finanzen und bis zum 27. Dezember auch 1. Landespräsident-Stellvertreter, danach 3. Landeshauptmannstellvertreter. Der Landesregierung gehörte er in der Folge bis zum Jahr 1923 an, als er im Landtag zum 2. Landtagsvizepräsidenten bestellt wurde. Am 1. April 1928 schied Franz Natter endgültig aus allen politischen Funktionen aus.